# Parti islamique Dawa
Le Parti islamique Dawa (arabe : حزب الدعوة الإسلامية ou Ḥizb al Daʿwa al-Islāmiyya) est un groupe chiite, qui fut engagé dans la lutte armée lorsqu'il faisait partie de l'opposition au régime de Saddam Hussein, et est aujourd'hui devenu l'un des principaux partis conservateurs irakien, dirigé par le Premier ministre Haïder al-Abadi. C'est l'une des principales composantes de l'Alliance irakienne unifiée. Le vice-président irakien de 2004 à 2005, Ibrahim al-Jaafari, était alors le principal porte-parole du Dawa.

## Le Dawa des années 1960 aux années 1990
Il a été créé en 1957 ou 1967, à un moment où la politique irakienne était dominée par le pan-arabisme laïc, avec l'intention de renforcer les valeurs islamiques et de créer un « État musulman » en Irak. Mohammed Bakr al-Sadr, le beau-père de Moqtada al-Sadr, devint vite l'une des figures les plus importantes du parti, tandis que des théologiens ayant étudié à Najaf et proche de Mohammed al-Sadr fondèrent au Liban un parti frère lié au Hezbollah. Dans les années 1970, le Dawa irakien entama une lutte armée contre le régime de Saddam Hussein, ce qui l'exposa à une répression de plus en plus intense. Soutenant la Révolution iranienne, ils déménagèrent leur QG à Téhéran en 1979, et tentèrent d'assassiner en 1980 Tariq Aziz. Le Parti baath irakien vota le 30 mars 1980 une loi condamnant à mort tous les membres du Dawa.
Dawa a soutenu la révolution islamique en Iran et a reçu à son tour le soutien du gouvernement iranien. Pendant la guerre Iran-Irak, l'Iran a soutenu une insurrection du Dawa contre le gouvernement baasiste de Saddam Hussein en Irak. En 1979, Dawa a transféré son siège social à Téhéran, la capitale de l'Iran.
Le 12 décembre 1983, le Dawa organisa les attentats au Koweit (en), celui visant l'ambassade américaine étant l'un des premiers attentats-suicides au Moyen-Orient. 17 membres de Dawa ont été condamnés à mort au Koweït pour cet attentat, dont Mustafa Yousef Badreddin, le cousin et beau-frère d'Imad Moughniyah, un haut responsable du Hezbollah, tué à Damas par une voiture piégée en février 2008. Le Hezbollah kidnappa des Américains en 1984, à la suite de l'emprisonnement de membres du Dawa accusés d'avoir participé à l'attentat : ce fut l'un des points de départ de l'affaire Iran-Contra. On pensait que le parti Dawa était à l'origine du bombardement de l'ambassade américaine au Koweït ainsi que d'autres installations en guise de punition du Koweït, de l'Amérique et de l'assistance militaire et financière de la France à l'Irak dans sa guerre contre l'Iran (voir Attentats à la bombe au Koweït en 1983) . L'une des personnes reconnues coupables de cet attentat était Jamal Jafaar Mohammed, membre du parlement irakien et commandant militaire des Forces de mobilisation populaire.
Malgré cette coopération, les visions d’Al-Sadr et de Khomeiny d’une République islamique différaient fortement à certains égards. Alors que Khomeiny affirmait que le pouvoir de l'État devait appartenir aux oulémas , Al-Dawa soutenait la notion selon laquelle le pouvoir appartenait à la Oumma , ou en d'autres termes, au peuple. Ce désaccord a été l’un des facteurs qui ont conduit à la formation du SCIRI en tant que groupe distinct d’Al-Dawa. Al-Dawa affirmait compter de nombreux membres sunnites dans les années 1980 et se coordonnait alors avec plusieurs groupes islamistes sunnites.
Le 31 mars 1980, le Conseil de commandement révolutionnaire du régime baasiste a adopté une loi condamnant à mort tous les membres passés et présents du parti Dawa, ses organisations affiliées et les personnes travaillant pour ses objectifs. Cela a été bientôt suivi par une purge renouvelée et implacable des membres présumés et réels du parti, avec des estimations variables quant au nombre d'exécutés en raison de la nature secrète du régime irakien.
En Occident, Al-Dawa était largement considérée comme une organisation terroriste pendant la guerre Iran-Irak, d'autant plus que l'Occident avait tendance à soutenir davantage l'Irak pendant ce conflit. Il est considéré comme responsable d'une série de tentatives d'assassinat en Irak contre le président, le Premier ministre et d'autres, ainsi que d'attaques contre des cibles occidentales et sunnites ailleurs. Il a tenté d'assassiner Tarek Aziz, un fidèle de longue date de Hussein, en 1980, et Saddam Hussein lui-même en 1982 et 1987. Après le renversement de Saddam en 2003, l'ancien président a finalement été pendu pour le massacre de Dujail , les représailles judiciaires et les tortures infligées à la suite d'une tentative d'assassinat de Dawa contre lui-même en 1982.

## Des années 1990 à aujourd'hui
Après la guerre du Golfe, le Dawa se rapprocha toutefois des États-Unis, participant de 1992 à 1995 au Congrès national irakien soutenu par Washington.